# 夏祭 (單曲)
《夏祭》（日语：／ Natsumatsuri）是日本樂團JITTERIN'JINN的第4張單曲，於1990年8月29由日本古倫美亞發行。較為人熟知的版本為Sony Music Records於2000年8月9日發行，女子樂團Whiteberry的第3張單曲。單曲是棒球隊東京養樂多燕子的CHANCE曲、日本高中棒球及上班族棒球隊山葉硬式棒球部的應援歌和彈珠機製造商三共的CR Fever大夏祭的廣告歌，亦是TBS電視台電視劇《不思議談》的主題曲。

## 概要
單曲由JITTERIN'JINN結他手破矢Jinta擔任作詞作曲，歌詞帶點悲傷和哀愁感，雖然以男性角度寫成，但是部分地方也採用了女性觀點。2000年，女子樂團Whiteberry翻唱單曲後大熱，並且憑單曲登上了同年的NHK紅白歌合戰，MV中的迷你裙浴衣也被認為是迷你浴衣的原型，而街機《太鼓之達人》自第二次更新後所有版本均收錄了此曲。2009年10月9日，適逢JITTERIN'JINN出道20週年，日本古倫美亞便推出了連同《夏祭》等初期10張單曲作品的音源供下載。2010年8月24日，與單曲同名的配對歌曲在製作二十年後首次推出，在RecoChoku供人網上下載、MV由漫畫家松本大洋製作。2014年7月2日，前Whiteberry主唱前田由紀宣佈在各地獻唱單曲，甚至獲邀在美國拉斯維加斯演唱。
GLAY、平井堅、櫻真耶、橘田泉、May J.、武藤彩未和VAMPS等均翻唱單曲。

## 反應
單曲在發賣首週於Oricon公信榜取得約4.6萬張銷量，位列週榜第3位，同年總銷量約15.5萬，位列年榜第80位。Whiteberry的翻唱版本初登場時只有約2.5萬銷量，次週銷量增加約4.4萬張，攀升至第6位，及後一週銷量急增約13萬張，升至最高的第3位，同年年榜累積銷量為約63萬，位列第34位。
單曲也是2009年Oricon以10至29歲為對像，夏天戀愛時最希望聽的歌曲的第2位和2011年夏天代表曲的調查則是10-19歲和20-29歲的第2位。另外，第一興商於2009年的調查中，含有「祭」一詞的歌曲中獲得首位。